# Campionati italiani estivi di nuoto 2002
I Campionati italiani estivi di nuoto 2002 si sono svolti a Gubbio tra il 7 agosto e l'11 agosto 2002.

## Podi

### Uomini
| Evento               | Oro                                                                                            | Tempo    | Argento                                                                                           | Tempo    | Bronzo                                                                                               | Tempo    |
| Stile libero         |                                                                                                |          |                                                                                                   |          | |          |
| 50 m                 | Lorenzo Vismara                                                                                | 22"92    | Michele Scarica                                                                                   | 23"22    | René Gusperti                                                                                        | 23"31    |
| 100 m                | Lorenzo Vismara                                                                                | 49"79    | Filippo Magnini                                                                                   | 50"18    | Simone Cercato                                                                                       | 50"46    |
| 200 m                | Emiliano Brembilla                                                                             | 1'49"75  | Matteo Pelliciari                                                                                 | 1'50"19  | Filippo Magnini                                                                                      | 1'50"44  |
| 400 m                | Emiliano Brembilla                                                                             | 3'53"80  | Mirko Mazzari                                                                                     | 3'54"70  | Valerio Cleri                                                                                        | 3'56"16  |
| 800 m                | Emiliano Brembilla                                                                             | 8'01"72  | Christian Minotti                                                                                 | 8'02"90  | Valerio Cleri                                                                                        | 8'04"48  |
| 1500 m               | Simone Ercoli                                                                                  | 15'26"54 | Yuri Gotti                                                                                        | 15'29"89 | Christian Minotti                                                                                    | 15'35"82 |
| Dorso                |                                                                                                |          |                                                                                                   |          | |          |
| 50 m                 | Luis Alberto Laera                                                                             | 26"80    | Nicolò Dell'Andrea                                                                                | 27"10    | Luca Masnadi                                                                                         | 27"17    |
| 100 m                | Emanuele Merisi                                                                                | 56"44    | Nicolò Dell'Andrea                                                                                | 57"37    | Mirko Mazzari                                                                                        | 57"38    |
| 200 m                | Emanuele Merisi                                                                                | 2'01"03  | Alessandro Garuglieri                                                                             | 2'02"57  | Alessandro Pontalti                                                                                  | 2'03"60  |
| Rana                 |                                                                                                |          |                                                                                                   |          | |          |
| 50 m                 | Alessandro Terrin                                                                              | 28"68    | Maurizio Capone                                                                                   | 28"88    | Matteo Cortesi                                                                                       | 28"99    |
| 100 m                | Michele Vancini                                                                                | 1'02"67  | Davide Cassol                                                                                     | 1'03"04  | Angelo Angiollieri                                                                                   | 1'03"13  |
| 200 m                | Davide Rummolo                                                                                 | 2'14"65  | Michele Vancini                                                                                   | 2'16"75  | Olivier Vincenzetti                                                                                  | 2'16"94  |
| Farfalla             |                                                                                                |          |                                                                                                   |          | |          |
| 50 m                 | Rudy Goldin                                                                                    | 24"59    | Giacomo Vassanelli                                                                                | 25"14    | Andrea Savino                                                                                        | 25"19    |
| 100 m                | Rudy Goldin                                                                                    | 54"30    | Christian Galenda                                                                                 | 54"74    | Enrico Catalano                                                                                      | 55"28    |
| 200 m                | Leandro Susinna                                                                                | 2'00"71  | Christian Galenda                                                                                 | 2'00"75  | Paolo Villa                                                                                          | 2'01"96  |
| Misti                |                                                                                                |          |                                                                                                   |          | |          |
| 200 m                | Alessio Boggiatto                                                                              | 2'01"80  | Nicola Febbraro                                                                                   | 2'04"11  | Lorenzo Sirigu                                                                                       | 2'04"56  |
| 400 m                | Alessio Boggiatto                                                                              | 4'20"46  | Lorenzo Sirigu                                                                                    | 4'25"09  | Tommaso Proverbio                                                                                    | 4'25"43  |
| Staffette            |                                                                                                |          |                                                                                                   |          | |          |
| 4x100 m stile libero | Gruppo Nuoto Fiamme Gialle Christian Galenda Lorenzo Vismara Moreno Gallina Francesco Di Pippo | 3'24"62  | Circolo Canottieri Aniene Simone Ciancarini Emiliano Brembilla Alessandro Salvador Simone Cercato | 3'24"74  | DDS Alessandro Calvi Emanuele Merisi Enrico Catalano Matteo Pelliciari                               | 3'25"85  |
| 4x200 m stile libero | DDS Andrea Frovi Emanuele Merisi Tommaso Proverbio Matteo Pelliciari                           | 7'24"78  | Centro Sportivo Carabinieri Mirko Mazzari Andrea Righi Paolo Ghiglione Federico Cappellazzo       | 7'25"87  | Circolo Canottieri Aniene Christian Minotti Simone Cercato Simone Ciancarini Emiliano Brembilla      | 7'28"10  |
| 4x100 m mista        | DDS Emanuele Merisi Dario Nodari Enrico Catalano Matteo Pelliciari                             | 3'45"55  | Centro Sportivo Carabinieri Luis Alberto Laera Davide Rummolo Massimiliano Eroli Mauro Gallo      | 3'47"16  | Gruppo Nuoto Fiamme Gialle Giuliano D'Arienzo Emanuele Crescentini Christian Galenda Lorenzo Vismara | 3'49"33  |

### Donne
| Evento               | Oro                                                                     | Tempo    | Argento                                                                        | Tempo    | Bronzo                                                                                 | Tempo    |
| Stile libero         |                                                                         |          |                                                                                |          |                                                                                        |          |
| 50 m                 | Cristina Chiuso                                                         | 25"58    | Cecilia Vianini                                                                | 25"98    | Lara Consolandi                                                                        | 26"34    |
| 100 m                | Cecilia Vianini                                                         | 56"05    | Cristina Chiuso                                                                | 56"19    | Lara Consolandi                                                                        | 56"81    |
| 200 m                | Cecilia Vianini                                                         | 2'01"00  | Sara Goffi                                                                     | 2'03"19  | Federica Pellegrini                                                                    | 2'03"82  |
| 400 m                | Elisa Pasini                                                            | 4'15"82  | Anna Simoni                                                                    | 4'18"99  | Sara Goffi                                                                             | 4'21"92  |
| 800 m                | Elisa Pasini                                                            | 8'39"92  | Anna Simoni                                                                    | 8'51"08  | Melissa Pasquali                                                                       | 8'56"09  |
| 1500 m               | Elisa Pasini                                                            | 16'38"84 | Alessia Paoloni                                                                | 17'01"46 | Simona Ricciardi                                                                       | 17'08"03 |
| Dorso                |                                                                         |          |                                                                                |          |                                                                                        |          |
| 50 m                 | Alessandra Cappa                                                        | 29"45    | Alessia Regli                                                                  | 30"17    | Elena Gemo                                                                             | 30"20    |
| 100 m                | Alessandra Cappa                                                        | 1'03"27  | Maria Luisa Tavernini                                                          | 1'04"01  | Alessia Regli                                                                          | 1'04"83  |
| 200 m                | Federica Barsanti                                                       | 2'16"71  | Sheila Gironi                                                                  | 2'18"09  | Roberta Ioppi                                                                          | 2'18"89  |
| Rana                 |                                                                         |          |                                                                                |          |                                                                                        |          |
| 50 m                 | Roberta Crescentini                                                     | 32"47    | Roberta Panara                                                                 | 32"78    | Sara Farina                                                                            | 33"12    |
| 100 m                | Sara Farina                                                             | 1'10"59  | Chiara Boggiatto                                                               | 1'10"66  | Serenella Parri                                                                        | 1'10"96  |
| 200 m                | Sara Farina                                                             | 2'30"92  | Chiara Boggiatto                                                               | 2'31"10  | Giulia Fabbri                                                                          | 2'34"75  |
| Farfalla             |                                                                         |          |                                                                                |          |                                                                                        |          |
| 50 m                 | Cristina Maccagnola                                                     | 27"17    | Francesca Segat                                                                | 27"49    | Monica Karina Chaillou                                                                 | 27"54    |
| 100 m                | Francesca Segat                                                         | 1'00"13  | Cristina Maccagnola                                                            | 1'01"35  | Elena Gemo                                                                             | 1'01"67  |
| 200 m                | Francesca Segat                                                         | 2'11"66  | Paola Cavallino                                                                | 2'12"93  | Sabina Mussi                                                                           | 2'15"47  |
| Misti                |                                                                         |          |                                                                                |          |                                                                                        |          |
| 200 m                | Veronica Massari                                                        | 2'17"74  | Serenella Parri                                                                | 2'18"91  | Paola Cavallino                                                                        | 2'20"36  |
| 400 m                | Veronica Massari                                                        | 4'47"52  | Elisa Pasini                                                                   | 4'49"33  | Alessia Filippi                                                                        | 4'54"82  |
| Staffette            |                                                                         |          |                                                                                |          |                                                                                        |          |
| 4x100 m stile libero | DDS A Lara Consolandi Sara Goffi Roberta Panara Cecilia Vianini         | 3'48"32  | Aurelia Nuoto Flavia Zoccari Lucrezia Serrani Simona Ricciardi Cristina Chiuso | 3'52"03  | DDS B Veronica Massari Maria Luisa Tavernini Veronica Ranieri Marianna Esposito        | 3'56"21  |
| 4x200 m stile libero | DDS A Veronica Massari Sara Goffi Roberta Panara Cecilia Vianini        | 8'18"75  | Aurelia Nuoto Alessia Filippi Simona Ricciardi Flavia Zoccari Cristina Chiuso  | 8'29"83  | Dabliù sport team Silvia Revelant Claudia Bonucci Emma Giuliani Giorgia Gramillano     | 8'32"60  |
| 4x100 m mista        | DDS B Federica Barsanti Roberta Panara Veronica Ranieri Lara Consolandi | 4'14"00  | DDS A Maria Luisa Tavernini Serenella Parri Silvia Pedemonte Cecilia Vianini   | 4'16"89  | Dabliù sport team Alessandra Cappa Federica Patrizio Cristina Maccagnola Delfina Pinto | 4'20"63  |